# Jean-Pierre de Mesmes
Jean-Pierre de Mesmes (* 1516; † 1578) aus der Familie Mesmes war ein französischer Astronom, Italianist, Grammatiker und Übersetzer.

## Leben und Werk
Jean-Pierre de Mesmes war der Sohn eines Kammerherrn des Königs Heinrich IV. Er gehörte zum Kreis der Intellektuellen und Dichter um Pierre de Ronsard und Joachim du Bellay, in dem er sich als Italianist und Astronom einen Namen machte. Seine italienische Grammatik von 1548 ist die erste ihrer Art außerhalb Italiens, die erste Grammatik einer lebenden Fremdsprache in Frankreich und die einzige italienische Grammatik in Frankreich im 16. Jahrhundert. Sie wurde in jüngster Zeit neu herausgegeben. Auch seine Übersetzung der Komödie I Suppositi (Die Untergeschobenen) von Ariost hat fremdsprachendidaktische Ziele. Aufsehen erregten seine Institutions astronomiques von 1557, in denen diese Wissenschaft zum ersten Mal in französischer (statt lateinischer) Sprache dargestellt wurde.

## Werke
- La grammaire italienne. Paris, Étienne Groulleau, Paris 1548. (Widmung an Hector Fregose, Bischof von Agen)
  - La grammaire italienne. Composee en François, pour l’intelligence des deux langues. Benoist Rigaud, Lyon 1568.
  - La grammaire italienne. Hrsg. Giada Mattarucco. Libreria universitaria editrice, Pescara 2002.
- Comedie des Supposez de M. Louys Arioste, italien et françois, pour l’utilité de ceux qui désirent sçavoir la langue italienne. Groulleau, Paris 1552. Marnef, Paris 1585.
- Les Institutions astronomiques, contenans les principaux fondemens et premières causes des cours et mouvemens célestes, avec la totale révolution du ciel et de ses parties, les causes et raisons des éclipses, tant de la lune que du soleil. Vascosan, Paris 1557.